# Ryo Hatsuse
Ryo Hatsuse (født 10. juli 1997) er en japansk fodboldspiller, som spiller for den japanske fodboldklub Vissel Kobe.